# Giuseppe Broggi (militare)
Giuseppe Broggi (Milano, 1814 – Milano, 19 marzo 1848) è stato un militare e patriota italiano.

## Biografia
Nacque nel 1814 a Milano.
Arruolatosi nell'esercito imperiale, dopo averlo disertato andò in esilio in Francia: si arruolò nella Legione straniera francese e la servì in Africa, ottenendo fama di abile tiratore.
Rientrato in Italia, scontò sette mesi con la palla al piede per diserzione. Nel 1848 combatté durante le Cinque giornate di Milano con la carabina con cui aveva combattuto in Africa, durante le quali si distinse per valore colpendo numerosi ufficiali nemici, prima a Porta Nuova e poi a Porta Orientale, dove morì il 19 marzo, colpito da una palla di cannone.